# 根小屋站
根小屋站（日语：／ Negoya eki */?）是位於群馬縣高崎市根小屋町，屬於上信電鐵的上信線車站。

## 歷史
- 1926年（大正15年）6月1日 - 車站啟用[1]。

## 車站構造
此站是地面車站，設有1面1線的單式月台。此站是簡易委託車站，在平日和隔週星期六設有車站職員當值，進行售票和檢票工作。此站設有自動售票機。車站大樓內設有濕廁。

## 使用狀況
根據「高崎市統計季報」，在2016年度1日平均乘車人次為177人。
| 年度   | 1日平均 乘車人次 |
| ------ | ---------------- |
| 2003年 | 198              |
| 2004年 | 188              |
| 2005年 | 196              |
| 2006年 | 209              |
| 2007年 | 205              |
| 2008年 | 205              |
| 2009年 | 205              |
| 2010年 | 194              |
| 2011年 | 184              |
| 2012年 | 173              |
| 2013年 | 191              |
| 2014年 | 195              |
| 2015年 | 186              |
| 2016年 | 177              |
| 2017年 | 166              |
| 2018年 | 156              |

## 車站周邊
- 根小屋城（日语：根小屋城）址
- 金井澤碑（日语：金井沢碑）
- 東京農業大學第二高等學校（日语：東京農業大学第二高等学校）
- 群馬縣道30號寺尾藤岡線（日语：群馬県道30号寺尾藤岡線）

## 相鄰車站
上信電鐵
上信線
佐野之渡－根小屋－高崎商科大學前

## 注腳
1. ↑  「地方鉄道駅設置」『官報』1926年6月22日（國立國會圖書館數碼化資料）
2. ↑  高崎市統計季報

## 外部連結
- 根小屋 | 上信電鐵株式會社 （页面存档备份，存于）（日語）